# El Libro de Moisés

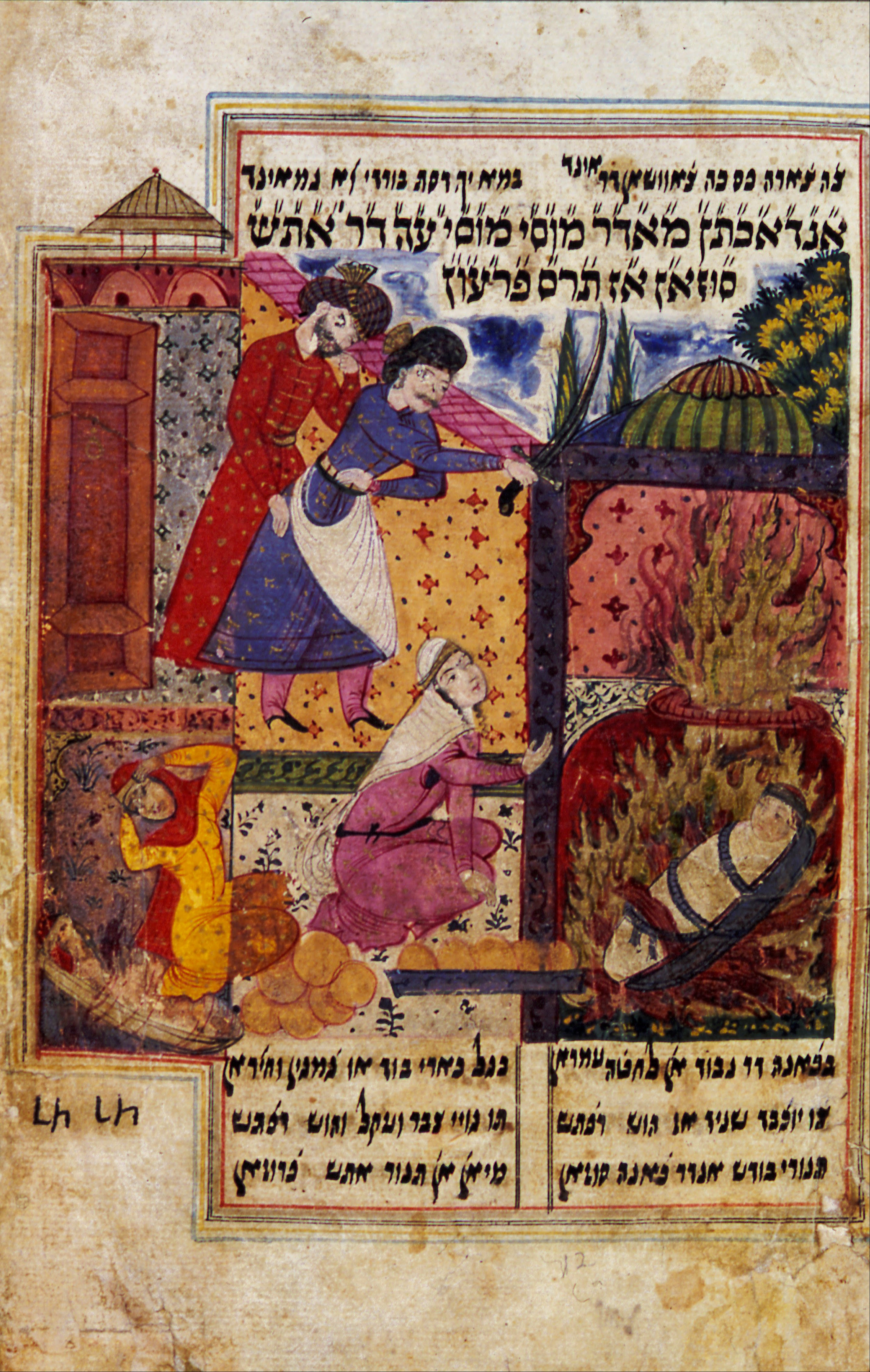
"El profeta Moisés sobre las aguas del Nilo". Nehemías ben Amshal de Tabriz, El Libro de Moisés, 1686.

El Libro de Moisés (en judeopersa: Mūsā Nāma) es una compilación poética de los libros bíblicos del Éxodo, Levítico, Números y Deuteronomio, inicialmente escrita en judeopersa en 1327 por Mulana Shāhīn Shirazi, prominente autor judío de la Persia medieval. Incorporando tradiciones y leyendas judías, musulmanas y persas, su texto contiene los principales eventos de la vida de Moisés. 
Existe una versión de El Libro de Moisés de 1686 escrita en caracteres hebreos y que comprende 19 miniaturas realizadas por Nehemías ben Amshal de Tabriz, presentando influencias estilísticas y exegéticas provenientes de la tradición musulmana, que incluyen la representación de Moisés con un velo cubriendo su rostro, reminiscencia a la representación de Mahoma y de otros santos en los manuscritos miniados del arte islámico.